# 諾特瓦鎮區 (密歇根州伊莎貝拉縣)
諾特瓦鎮區（英語：Nottawa Township）是位於美國密歇根州伊莎貝拉縣的一個行政鎮區。

## 地方資料
諾特瓦鎮區的面積為93.10平方千米，當中陸地面積為91.50平方千米，而水域面積為1.60平方千米。根據2020年美國人口普查的數據，當地共有人口2225人，而人口密度為每平方千米23.9人。